# Taillecavat
Taillecavat – miejscowość i gmina we Francji, w regionie Nowa Akwitania, w departamencie Żyronda.
Według danych na rok 1990 gminę zamieszkiwało 250 osób, a gęstość zaludnienia wynosiła 26 osób/km² (wśród 2290 gmin Akwitanii Taillecavat plasuje się na 929. miejscu pod względem liczby ludności, natomiast pod względem powierzchni na miejscu 1089.).